# Odontonema brevipes
Odontonema brevipes är en akantusväxtart som beskrevs av Ignatz Urban. Odontonema brevipes ingår i släktet Odontonema och familjen akantusväxter. Inga underarter finns listade i Catalogue of Life.